# Blackfoot (Sprache)
Die Blackfoot-Sprache  oder Ni'tsiitapipo'ahsin („Sprache der wahren, ausgeglichenen Menschen“), auch Nitsipussin („Wahre, echte Sprache“) wird von den heute vier Stämmen/First Nations der Nitsitapii (Blackfoot) gesprochen und gehört zur Sprachfamilie des Algonkin. Die nächste Verwandtschaft besteht zum Plains Cree.

## Verbreitung
Ni'tsiitapipo'ahsin (Nitsipussin) unterteilt sich in vier Dialekte, von denen drei in Alberta, Kanada, sowie einer in Montana, USA, gesprochen wird (Frantz 2009, Frantz & Russell 1995): 
- Siksiká (Blackfoot) nahe Gleichen, südöstlich von Calgary der Siksika
- Kainai (Blood) zwischen Cardston und Lethbridge der Kainai
- Aapátohsipikani (Nördliches Piegan oder Piikani) bei Brocket, westlich von Fort MacLeod der Nördliche Piegan (Peigan)
- Aamsskáápipikani (Südliches Piegan oder Montana Blackfeet) im Nordwesten von Montana der Südliche Piegan (Blackfeet).

Da die Nitsitapii (Blackfoot) bereits vor der Reservatszeit in größere regionale Stammesgruppierungen unterteilt waren, hatten sie bereits damals leicht voneinander abweichende Dialekte entwickelt, die jedoch problemlos untereinander verstanden wurden. Diese kleinen Dialektvarianten waren jedoch so groß, dass heute (wie früher) Sprecher eines Reserves leicht den Dialekt eines Stammesangehörigen eines anderen Reserves identifizieren können. Zudem gibt es noch zwei Sub-Dialekte des Siksiká (Blackfoot) (Sikiska A/B) sowie drei des Kainai (Blood) (Kainai A/B/C), manchmal werden auch drei Sub-Dialekte des Aapátohsipikani (Nördliches Piegan oder Piikani) (Piikani A/B/C) angenommen.  
Neben diesen vier regionalen Dialekten besteht heute ein bedeutender Unterschied zwischen Old Blackfoot (auch als High Blackfoot bekannt), dem Dialekt der meist von 70- bis 80-jährigen Stammesmitgliedern gesprochen wird, und New Blackfoot (auch Modern Blackfoot genannt), dem Dialekt der heutigen Sprecher, die meist zwischen 40 und 60 Jahre zählen. 
Jedoch sprechen heute nur noch 3250 Nitsitapii (Blackfoot) in Kanada sowie 100 Nitsitapii (Blackfoot) in den USA ihre Muttersprache, die meisten sprechen heute als erste Sprache Englisch. Manche jüngere Nitsitapii (Blackfoot) in Kanada sprechen zudem auch Cree.

## Einordnung
Wie andere Algonkin-Sprachen ist auch Blackfoot eine polysynthetische Sprache.
Blackfoot hat sich von allen Algonkin-Sprachen am meisten von der ursprünglichen Algonkin-Sprache entfernt, und zwar sowohl in phonologischer als auch in grammatischer Hinsicht.

## Phoneme

### Konsonanten
|           | Labial | Labial | Alveolar | Alveolar | Velar | Velar | Glottal |
| --------- | ------ | ------ | -------- | -------- | ----- | ----- | ------- |
| Plosiv    | p      | pː     | t        | tː       | k     | kː    | ʔ       |
| Frikativ  |        |        | s        | sː       | x     | x     |         |
| Nasal     | m      | mː     | n        | nː       |       |       |         |
| Halbvokal | w      | w      | j        | j        |       |       |         |

Blackfoot hat außerdem zwei Affrikate, /⁠t͡s⁠/, /t͡sː/.  Die Velare werden zu Palatalen [⁠ç⁠] und [⁠c⁠], wenn ihnen Vorderzungenvokale voranstehen.

### Vokale
|                 | Vorderzungenvokal | Vorderzungenvokal | Zentralvokal | Zentralvokal | Hinterzungenvokal | Hinterzungenvokal |
| --------------- | ----------------- | ----------------- | ------------ | ------------ | ----------------- | ----------------- |
| geschlossen     | i                 | iː                |              |              |                   |                   |
| halbgeschlossen |                   |                   |              |              | o                 | oː                |
| halboffen       |                   |                   |              |              | ɔ                 | ɔː                |
| offen           | æ                 | æː                | a            | aː           |                   |                   |

Folgende Allophone treten bei den Vokalen auf: /a/ wird vor langen Konsonanten [a̝], /i/ wird [⁠ɪ⁠] in geschlossenen Silben, /æ/ wird [e] vor /⁠ʔ⁠/ und [⁠ɛ⁠] in geschlossenen Silben, und /o/ wird [⁠ʊ⁠] vor langen Konsonanten. Blackfoot ist eine Tonsprache, in der jedes Wort mindestens einen hohen Vokalton hat, während nicht hohe Vokal am Wortende schwach gesprochen werden.

## Orthographie
John William Tims entwickelte am Ende des 19. Jahrhunderts eine eigene Blackfoot-Silbenschrift. Diese hatte einige äußerliche Gemeinsamkeiten mit der Cree-Schrift, jedoch wurden die Zeichen anders ausgesprochen.